# English little league
English little league is het 20e studioalbum van de Amerikaanse indierockband Guided by Voices. Het album verscheen op 30 april 2013 en belandde op 18 mei op #21 in de Top Heatseekers.
Zanger en frontman Robert Pollard gaf in een interview met Magnet aan dat English little league misschien het laatste album zou zijn van de band sinds de reünie in 2010: "(...) I’m not sure there’s going to be a next Guided By Voices album. I’m not gonna say for sure, but it’s already got a little bit stagnant. To me it’s kind of run its course." Echter, er zouden nog twee albums volgen voor Pollard de band daadwerkelijk ophief in 2014.

## Tracklist
Alle muziek en teksten zijn geschreven door Robert Pollard, tenzij anders aangegeven. 
| Nr. | Titel                                          | Duur |
| --- | ---------------------------------------------- | ---- |
| 1.  | Xeno Pariah                                    | 2:04 |
| 2.  | Know Me as Heavy                               | 2:50 |
| 3.  | Islands (She Talks in Rainbows) (Tobin Sprout) | 2:16 |
| 4.  | Trashcan Full of Nails                         | 3:31 |
| 5.  | Send to Celeste (and the Cosmic Athletes)      | 3:19 |
| 6.  | Quiet Game (Sprout)                            | 3:19 |
| 7.  | Noble Insect (Pollard, Sprout)                 | 3:24 |
| 8.  | Sir Garlic Breath (Pollard, Greg Demos)        | 2:26 |
| 9.  | Crybaby 4-star Hotel                           | 1:53 |
| 10. | Biographer Seahorse                            | 3:36 |
| 11. | Flunky Minnows                                 | 2:12 |
| 12. | Birds (Pollard, Sprout)                        | 2:45 |
| 13. | The Sudden Death of Epstein's Ways (Sprout)    | 2:16 |
| 14. | Reflections in a Metal Whistle                 | 1:47 |
| 15. | Taciturn Caves                                 | 3:55 |
| 16. | A Burning Glass                                | 2:01 |
| 17. | W/ Glass in Foot                               | 2:20 |

## Personeel

### Bezetting
- Robert Pollard, zang
- Mitch Mitchell, gitaar
- Tobin Sprout, gitaar
- Greg Demos, bas
- Kevin Fennell, drums

### Productie
- John Shough, geluidstechnicus
- Carl Saff, geluidstechnicus
- Joe Patterson, geluidstechnicus, hoesontwerp